# Wormit
Wormit es un poblado en la costa sur del Fiordo de Tay en el noreste de Fife, Escocia. Se encuentra en el extremo sur del Puente Ferroviario de Tay y junto con Woodhaven y Newport-on-Tay, Wormit forma parte del Burgo de Newport-on-Tay. Se cree que el nombre de la aldea proviene de la planta ajenjo.

## Estación de Wormit
La estación de ferrocarril de Wormit, abierta el 1 de mayo de 1889 y cerrada el 5 de mayo de 1969, operaba en una línea de ramal cerrada, el Ferrocarril de Newport, que salía de la línea principal (Edimburgo/Dundee) del ferrocarril inmediatamente al sur del puente para servir a Wormit/Newport. Después del cierre, la estación de Wormit fue desmantelada y reconstruida más tarde en el patrimonial Ferrocarril de Bo'ness & Kinneil al oeste de Edimburgo.
En 1955, hubo un grave accidente de tren en la estación de Wormit en el que murieron tres personas y cuarenta y una resultaron heridas.

## Energía
Wormit afirma ser la primera aldea escocesa en haber instalado electricidad. Un molino de viento ubicado en Wormit Hill generaba la energía, con una máquina de vapor que complementaba esto cuando el viento era bajo. Esto fue reemplazado más tarde por un motor de gas de carbón hasta la década de 1930, cuando Wormit se conectó a la red nacional. Alexander Stewart, quien construyó muchas de las primeras casas de Wormit, era dueño del molino de viento  y de la máquina de vapor y ofrecía iluminación eléctrica a los propietarios de viviendas, así como iluminación básica de calles. Los consumidores pagaban 10 chelines por trimestre y podían usar toda la electricidad que quisieran. Las primeras casas en tener electricidad tenían rayos de sol pintados en el frente, y estos todavía pueden verse a lo largo de la fila más alta de viviendas en terrazas del pueblo.

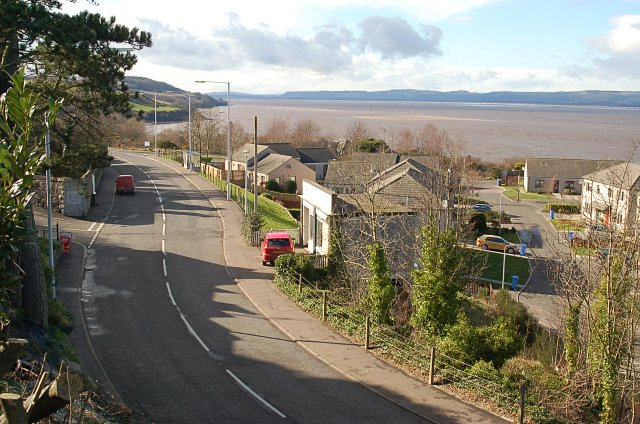
Wormit, junto a la antigua estación de ferrocarril

## Conexión noruega
Durante la Segunda Guerra Mundial, el Rey Haakon VII de Noruega visitó una casa en Wormit utilizada como base por oficiales del Ejército Noruego. Los soldados pintaron un motivo marino para el rey en las paredes de un dormitorio, y aún se encuentra presente en la casa. Los hidroaviones noruegos Catalina del Escuadrón n.º 333 de la Fuerza Aérea Real Noruega estaban estacionados en Woodhaven, Fife, y aún se iza una bandera noruega en el puerto, que desde entonces ha vuelto a ser el Club Náutico de Wormit, desde donde operan navegaciones de placer ocasionales durante gran parte del año por el río Tay, principalmente entre el Puente Ferroviario de Tay y el Puente de carretera de Tay.

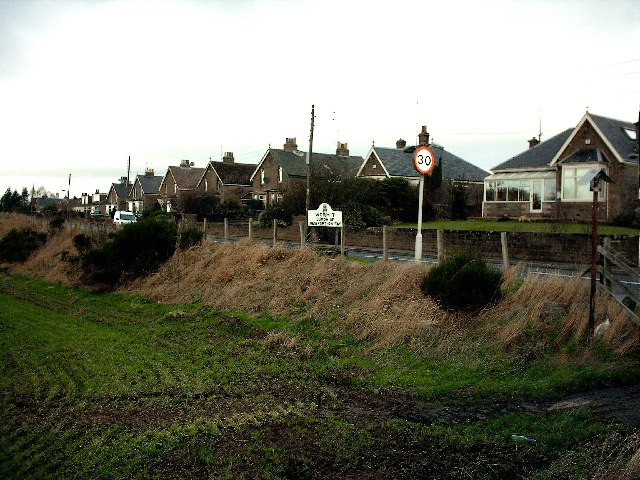
Entrando a Wormit desde el sureste por Kilmany Road.

## Embalse
El embalse de agua de Wormit se construyó en 1923 anticipando el crecimiento de la población de la ciudad, pero la guerra intervino y el embalse finalmente fue desmantelado debido a los costos.Trevor Cox, profesor de ingeniería acústica en la Universidad de Salford, identificó el embalse como uno de los "lugares con sonido más extraño del Reino Unido". Es una gran caja de concreto de 60 m de largo, 30 m de ancho y 5 m de alto. En una habitación normal, los sonidos desaparecen rápidamente debido a que las ondas sonoras se reflejan en las paredes, perdiendo energía. En el embalse de agua de Wormit, el tamaño de la habitación significa que el tiempo entre reflexiones es mucho mayor, junto con las ondas sonoras que pierden menos energía al reflejarse en el concreto, lo que significa que los sonidos duran mucho más tiempo. Esto se demostró mediante un experimento en el que se explotó un globo dentro del embalse.

## Servicios y comodidades
Wormit tiene su propia escuela primaria (fundada en 1896), iglesia, herrería, garaje, peluquería, restaurante y tienda local. La escuela secundaria local es Madras College, en St Andrews.
Hay varios clubes deportivos en Wormit, incluidos clubes de tenis, bolos y navegación. El Club de Bolos de Wormit se estableció en 1901; su casa club se construyó en 1955.

## Residentes notables
- John Meadows Jackson, FRSE (1907-1998), matemático y físico, vivió aquí en las décadas de 1940 y 1950.
- Thomas Symington Halliday, MBE, FRSA (1902-1998), artista y escultor, vivió en Wormit durante muchos años.
- Richard Gadd (1989-), actor, escritor y comediante, nacido en Wormit.